# 高崎翔太
高崎 翔太（たかさき しょうた、1988年9月21日 - ）は、新潟県北蒲原郡聖籠町出身の俳優で聖籠町文化・芸能大使。舞台、映像を中心に活動している。

## 来歴
高校卒業後、地元新潟から上京。
アルバイト先であるアパレルブランドのストリートスナップ撮影をきっかけにスカウトされ、芸能界に入った。
- 2008年、『ミュージカル・テニスの王子様』の菊丸英二役でデビュー[1]。
- 2011年、トキエンタテインメントへ移籍。
- 2016年、『あんさんぶるスターズ！オン・ステージ』や、『おそ松さん on STAGE 〜SIX MEN'S SHOW TIME〜』など2.5次元舞台作品の主要キャストとして出演。
- 2018年3月、映画『青春ディスカバリーフィルム -どこだって青春編-』で自身初の脚本を担当[2]。
- 2018年7月、株式会社アサヒ緑健の『緑効青汁』テレビCMで、初のCMレギュラー出演。
- 2019年4月、ドラマ「癒されたい男」でメインキャストとして出演。自身が演じた役のスピンオフドラマも制作、配信された[3]。
- 2021年3月、恋愛チャット小説アプリ『KISSMILLe（キスミル）』で『#100キス』宣伝大使を務める[4]。
- 2022年6月、高崎翔太オフィシャルファンクラブを開設[5]。
- 2023年4月19日、新潟県聖籠町の聖籠町文化・芸能大使に任命[6]。
- 2024年3月1日、トキエンタテインメントを退社し、俳優として新たな活動拠点となる「合同会社りんく」を設立[7]。

## 人物・エピソード
- 特技は殺陣・みんなを元気にする歌声[8]。
- 3人姉弟の末っ子で長男。
- 2010年に急病を発症。完治まで2年かかると言われたが、驚異的な回復力で約2週間で退院し、その1週間後には仕事に復帰した。[9][10]
- ニコニコ生放送のトキエンタチャンネルにて、生配信番組「高崎クリニック」を2013年から毎月配信している。
- 演じる役柄が幅広く、舞台『GRIMM』では橋本祥平との二人芝居で15役以上のキャラクターを演じた[11]。
- 漫画好き。高校時代からの夢である「自分の家をマンガ喫茶みたいにする」べく、日々本を収集している[12]。小説の読書量も多い[13][14]。
- 自他ともに認める短足であり、本人曰く人間とマンチカンのハーフ。
- 好きな食べ物はウィンナー[15]。
- 学生時代はバスケ部に所属、高校ではキャプテンをしていた[16]。
- オムライスを上手に作れる[17]。
- ファンは「ライバルのような存在」とたとえている[18]。

## 出演
※太文字は主演

### 映画
- ローカルボーイズ!（2010年、グランドラインプロジェクト） - 大神三蔵 役
- ピンクの仕事（2011年） - 健太 役
- ゲキアツ〜真夏のエチュード〜（2011年） - 松井道博 役
- タクミくんシリーズ あの、晴れた青空（2011年、ビデオプランニング） - 蓑厳玲二 役
- 富士見二丁目交響楽団シリーズ 寒冷前線コンダクター（2012年、ビデオプランニング） - 守村悠季 役
- LOVEToRAIN -ラヴトレイン-（2012年2月、cine-colorista） - 弦太 役
- 骨まで愛して（2012年5月、グランドラインプロジェクト）
- クロイオンナ（2012年11月、ムービープラネット） - 大嶋洋祐 役
- 幕末奇譚SHINSEN5〜剣豪降臨〜 （2013年2月、ビデオプランニング） - 吉田稔麿 役
- 夜明け前 朝焼け中（2013年11月、FAITHentertainment） - 末次圭吾 役
- なんでも埋葬屋望月（2015年2月、青春ディスカバリーフィルム） - 大久保俊 役
- BAR神風〜誤魔化しドライブ〜（2015年4月、FAITHentertainment・サモワール） - 谷川元樹 役
- すんドめ（2015年） - 相羽英男 役
  - すんドめ2（2015年） - 相羽英男 役
- 一瞬と永遠（2015年11月） - 佐々木隆弘 役
- U-31[19] （2016年5月、トキエンタテインメント）- 瀧川 役
- 思い出カプセル（2016年8月、青春ディスカバリーフィルム） - 山田こうたろう 役
- アタシラ。（2017年3月） - 柴崎憲司 役
- サムライせんせい（2017年11月） - 土佐先輩 役
- トリノコシティ[20][21]（2017年12月23日 ） - 近藤充 役
- がむしゃらソールド・アウト（2018年3月、青春ディスカバリーフィルム） - 夏目 役
- 一人の息子[22][23][24]（2018年7月） - 阿部 役
- レンタルファミリア（2018年7月） - 高木雄生 役
- BLOOD-CLUB DOLLS 1[25]（2018年10月13日） - 紅斑 役
  - BLOOD-CLUB DOLLS 2[26]（2020年7月11日） - 紅斑 役
- ノーマーク爆牌党（2018年10月27日） - 当大介 役
- 恋するアンチヒーロー THE MOVIE（2019年8月30日） - 真中進 役
- みとりし（2019年9月13日） - 早川奏太 役
- さよなら グッド・バイ[27][28]（2022年5月20日公開）[29] - 永井一雄 役
- 元メンに呼び出されたら、そこは異次元空間だった[30]（2021年8月27日公開） - 翔太 役
  - 新メンを募集したら、そこも異次元空間だった。 [31]（2023年） - 翔太 役
- 終わりが始まり（2021年10月16日・17日、京都国際映画祭にて特別上映 / 2022年5月27日劇場公開、トキメディアワークス）[32] - 加護 役
- THEATERS「銀幕エレジー」 [33]（2023年7月15日公開） - 慶太郎 役 ※オムニバス映画
- 死刑（2022年11月4日公開）[34] - 鈴木 役

### 舞台
- ミュージカル・テニスの王子様シリーズ（2008年7月 - 2010年5月） - 菊丸英二 役〈青学5代目〉
- HARD TO HOLD（2009年10月 - 11月 / 再演：2010年12月、シアターグリーンBASE THEATER） - 白石緋色 役
- 秘密の花園（2010年4月3日、恵比寿SPAZIO 2） - ヴィンセント 役
- abc★赤坂ボーイズキャバレー（2010年8月、東京：赤坂ACTシアター / 9月、大阪：サンケイホールブリーゼ） - 羽田野収 役
- ユウコ〜矢部家の大ピンチ!?笑う門には矢部来る!〜（2010年9月、新宿シアターモリエール） - 矢部祐太 / ジャクソン 役
- THE BUTTERFLY EFFECT Neo Loneliness /Blue eternal Version （2010年10月、シアターグリーン BIGTREE THEATER） - アラン 役
- 熱風EVOLUTION 〜extra story of 天使の涙〜（2010年11月、シアター711） - RYO 役
- LAST SMILE（2011年2月、中目黒キンケロ・シアター） - モンロン/西船橋鉄道 役
- VOYAGE 〜光の射す方へ〜（2011年3月、シアターサンモール） - ナス（龍禅寺匠） 役
- GONDA's STORY 〜ぼたもちの調べ〜（2011年4月、MAKOTOシアター銀座） - ざっぱ（倉田秀行） 役
- Time Capsule - タイムカプセル -（2011年4月、笹塚ファクトリー / 韓国文化の家KOUS） - 和也 役
- 朗読劇「ゲキジョー☆ノート」（2011年5月28日、星陵会館）
- 青春のすたるじあ（2011年6月、横浜・相鉄本多劇場） - 基村和人 役
- FRAG - 新撰組Vermilion Order -（2011年8月、横浜・相鉄本多劇場 / 中目黒キンケロ・シアター） - 尾関雅次郎 役
- ソラオの世界（2011年10月、前進座劇場） - 英雄ユキノジョウ 役ほか
- 贋作水滸伝 - Outlaws -（2011年11月、俳優座劇場） - 楊春 役
- リズミックタウン（2011年12月、シアターサンモール） - ロック 役
- 誇らしげだが、空。（2012年3月、東京：新宿FACE / 大阪：森ノ宮ピロティホール） - 沖井 役
- ボクサァ×Grimm de こたつ（2012年4月、笹塚ファクトリー）
- 少年社中 第25回公演【ハムレットォ!!】（2012年5月、池袋あうるすぽっと） - レアティーズ 役
- 四谷怪談（2012年7月、東京・両国シアターX） - 清水一学 役
- TIGER & BUNNY THE LIVE（2012年8月・9月、Zepp DiverCity (TOKYO)） - イワン・カレリン 役
- 超青春合唱コメディ『SING!』（2012年9月、シアターグリーン BIGTREE THEATER） - 乙貝高志 役
- ベースボーーール・ハムレット！（2012年11月、東京タワー　タワーホールA1）
- 一騎当千（2012年12月、銀座博品館劇場） - 曹操 孟徳 役
- ニコニコミュージカル第十弾「千本桜」（2013年3月、銀座博品館劇場） - 桂木陸 役
- もしも国民が首相を選んだら（2013年4月、全労済ホール／スペース・ゼロ） - 真壁 勇貴 役
- しっぽのなかまたち2（2013年5月、恵比寿・エコー劇場） - カンチ / 五右衛門 役
- SOUL BLANKER（2013年5月、中目黒キンケロ・シアター） - 一之瀬拓哉 役
- 少年社中 第26回公演【ラジオスターの悲劇】（2013年5月、吉祥寺シアター） - ラジオスター 役（日替わり主演）
- ミュージカル「忍者じゃじゃ丸くん」（2013年6月、シアターブラッツ）　日替わりゲスト
- 鬼切丸（2013年8月、吉祥寺シアター） - 少年 役
- ラズベリーボーイ!!シリーズ（2013年10月、シアターサンモール） - 福富好男 役
  - ラズベリーボーイ!! 再演（2014年2月-3月、俳優座劇場）
  - ラズベリーボーイ2（2014年10月、俳優座劇場）
  - ラズベリーボーイ2 再演（2015年7月、俳優座劇場）
  - ラズベリーボーイ3 THE FINAL（2016年5月、俳優座劇場）
- ウォルター・ミティにさよなら2013（2013年10月-11月、横浜・相鉄本多劇場） - 山崎裕二 役
- LOVEどきゅ〜ん15（ichigo)（2014年1月-2月、笹塚ファクトリー）- りょう 役
- トウキョウ演劇倶楽部プロデュース公演Vol.5「to U〜友情を超えた狂気を君に贈る〜」（2014年4月、池袋あうるすぽっと） - U（澤田祐介） 役
- ミュージカル『薄桜鬼』シリーズ - 山崎烝 役
  - 風間千景篇（2014年5月-6月、兵庫：新神戸オリエンタル劇場 / 東京：シアター1010）
  - 藤堂平助篇（2015年1月、京都：京都劇場 / 東京：Zeppブルーシアター六本木）
  - 黎明録（2015年5月-6月、東京：AiiA 2.5 Theater Tokyo / 京都：京都劇場）
  - 新選組奇譚（2016年1月、東京：天王洲 銀河劇場 / 大阪：メルパルク大阪）
  - HAKU-MYU LIVE 2 （2016年8月、京都：京都劇場 / 東京：Zepp DiverCity TOKYO）
  - 原田左之助篇（2017年4月、大阪：梅田芸術劇場シアター・ドラマシティ / 東京：AiiA 2.5 Theater Tokyo）
  - HAKU-MYU LIVE 3（2022年10月、Zepp Namba) - 29日大阪公演スペシャルゲスト
- トウキョウ演劇倶楽部プロデュース公演Vol.7「ブラックジャックによろしく〜がん患者編〜」（2014年9月、六行会ホール） - 斉藤英二郎 役
- 劇団TEAM-ODAC第15回本公演「僕らの深夜高速」（2014年11月、草月ホール） - 久米将吉 役
- 神様はじめました THE MUSICAL♪（2015年3月、東京芸術劇場 プレイハウス） - 瑞希 役
- 散れ桜よ、刻天ノ証ニ（2015年4月、あうるすぽっと） - 白狐丸 役
- 刻め、我ガ肌ニ君ノ息吹ヲ（2015年8月、シアター1010） - 天刻丸 役
- 音楽劇「金色のコルダBlue♪Sky」シリーズ - 水嶋悠人 役
  - First Stage（2015年9月、全労済ホール スペース・ゼロ）
  - Second Stage（2016年12月、全労済ホール スペース・ゼロ）
- ミュージカル『青春-AOHARU-鉄道』シリーズ - 東武東上線・信越本線 役 ※信越本線は2作目からの出演。
  - ミュージカル『青春-AOHARU-鉄道』（2015年11月、全労済ホール スペース・ゼロ）
  - ミュージカル『青春-AOHARU-鉄道』2 〜信越地方よりアイをこめて〜（2016年11月、AiiA 2.5 Theater Tokyo / 新神戸オリエンタル劇場）
  - ミュージカル『青春-AOHARU-鉄道』3（2018年5月品川プリンスホテル クラブeX新神戸オリエンタル劇場長岡リリックホール シアター）
  - ミュージカル『青春-AOHARU-鉄道』コンサートRailsLive2019（2019年10月 - 11月、舞浜アンフィシアター / COOL JAPAN PARK OSAKA WWホール） ※関西公演のみ映像出演
  - ミュージカル『青春-AOHARU-鉄道』4～九州遠征異常あり～（2021年2月、天王洲銀河劇場）[35]
  - ミュージカル『青春-AOHARU-鉄道』～誰が為にのぞみは走る～（2022年8月、品川プリンスホテル ステラボール）[36] ※回替わりゲスト出演
  - ミュージカル『青春-AOHARU-鉄道』5～鉄路にラブソングを～（2023年6月 - 7月、天王洲銀河劇場/AiiA 2.5 Theater Kobe）[37]
  - ミュージカル『青春-AOHARU-鉄道』6～ハッピーレール大作戦～（2024年7月、天王洲銀河劇場/AiiA 2.5 Theater Kobe）[38][39]
  - ミュージカル『青春-AOHARU-鉄道』コンサート Rails Live 2025（2025年11月22日 - 24日〈予定〉、TACHIKAWA STAGE GARDEN）[40]
- 美男高校地球防衛部LOVE!活劇!（2016年3月、Zeppブルーシアター六本木） - 鳴子硫黄 役
- おやすみジャック・ザ・リッパー（2016年4月、銀座博品館劇場） - エドワード 役[41]
- 『あんさんぶるスターズ! オン・ステージ』シリーズ - 瀬名泉 役
  - あんさんぶるスターズ! オン・ステージ（2016年6月、AiiA 2.5 Theater Tokyo）
  - あんさんぶるスターズ！エクストラ・ステージ〜Judge of Knights〜（2017年9月、シアター1010 / 新神戸オリエンタル劇場）[42]
  - あんさんぶるスターズ！オン・ステージ〜To the shining future〜（2018年1月、梅田芸術劇場シアター・ドラマシティ / 1月 - 2月、シアター1010[43]
  - あんステフェスティバル（2018年9月、横浜文化体育館 / 神戸ワールド記念ホール）
  - あんさんぶるスターズ！THE STAGE -Desperate Checkmate-（2025年5月 - 6月、Kanadevia Hall / 箕面市立文化芸能劇場 大ホール） [44][45]
- リバースヒストリカ2016（2016年7月、品川プリンスホテル クラブeX） - 朋希 役
- 舞台『おそ松さん on STAGE 〜SIX MEN’S SHOW TIME〜』シリーズ - おそ松 役
  - おそ松さん on STAGE 〜SIX MEN’S SHOW TIME〜（2016年9月 - 10月、梅田芸術劇場シアター・ドラマシティ / Zeppブルーシアター六本木）
  - おそ松さん on STAGE 〜SIX MEN’S SHOW TIME 2〜（2018年2月- 3月、梅田芸術劇場 メインホール / TOKYO DOME CITY HALL）
  - おそ松さん on STAGE ～SIX MEN'S FESTIVAL～（2018年3月、パシフィコ横浜国立大ホール）
  - 喜劇「おそ松さん」（2018年11月、日本青年館ホール / 京都劇場）
  - おそ松さん on STAGE ～SIX MEN'S SHOW TIME 3～（2019年11月 - 12月、あましんアルカイックホール / 舞浜アンフィシアター）
  - 喜劇「おそ松さん」其の2（2020年11月 - 12月、TACHIKAWA STAGE GARDEN）※公演中止
- 少年社中 第33回公演「アマテラス」[46][47][48]（2017年2月、紀伊國屋ホール） - ツクヨミ 役
- 夢王国と眠れる100人の王子様 〜Prince Theater〜（2017年7月、AiiA 2.5 Theater Tokyo） - リド 役
- 朗読劇 私の頭の中の消しゴム 9th Letter（2017年8月、サンシャイン劇場）[49] - 浩介 役
- 朗読劇 “自称”超能力少女・三船ユリ（2018年6月、労音大久保会館アールズアートコート） - 清田アキラ 役
- フォトシネマ朗読劇「命のバトン」（2018年12月、シアターNEXTONE）[50] - 生田英雄 役
- 70億分の1の恋 ～告白実行委員会〜（2019年3月、CBGKシブゲキ!!） - 望月蒼太 役
- 舞台『Collar×Malice』シリーズ - 岡崎契 役
  - 舞台『Collar×Malice -岡崎契編-』（2019年5月、シアターサンモール / 松下IMPホール）主演
  - 舞台『Collar×Malice -deep cover-』（2024年8月、こくみん共済 coop ホール / スペース・ゼロ）[51]
- お部屋のお話（2019年5月- 6月、シアターサンモール）- 田中 役
- 朗読劇「ドラゴン桜」シリーズ - 矢島勇介 役
  - 朗読劇「ドラゴン桜」（2019年7月、有楽町朝日ホール）
  - 朗読劇「ドラゴン桜～2nd season～」（2020年1月、サントリーホール）
- 朗読劇 寄席から始まる恋噺（2019年11月、三越劇場） - 松岡伊勢吉 役
- 舞台 あおざくら防衛大学校物語（2020年4月、三越劇場 / COOL JAPAN PARK OSAKA WWホール） - 坂木龍也 役　※2019新型コロナウイルスによる自粛要請により中止
- ネット配信舞台うち劇『あつまれ 不思議な島』（2020年5月)、 -  第1部 フェアリーさん役、第1部/第2部 ニイガタ 役
- 舞台「GRIMM」（2020年8月、六行会ホール）[52] - ヤーコプ・グリム 役
- 舞台「それぞれの為」（2020年10月、CBGKシブゲキ!!）[53] - 桧山ノブ彦 役（日替わりキャスト)
- 舞台「五月雨」（2021年4月、シアターサンモール）[54] - 上田先生 役
- Sanrio Kawaii ミュージカル『From Hello Kitty』[55][56]（2021年9月、IHIステージアラウンド東京）- 青年/いちごの王さま役
- 舞台「甘くない話～ノン・ドサージュ～」（2021年11月、日経ホール / 松下IMPホール）[57] [58] - 油屋影輔 役
- 舞台「滄海天記」シリーズ- カゲロウ 役
  - 舞台「滄海天記・序篇〜 天月、闇に墜つ 〜」（2021年12月、シアター1010）[59] [60]
  - 舞台「滄海天記 陽炎篇」（2023年2月、シアター1010）[61]
- 舞台「灼熱カバディ」（2022年2月、シアター1010）[62][63] - 王城正人 役
- ワーキング・ステージ「ビジネスライクプレイ2」（2022年6月、新宿FACE）[64] - 如月琉人 役
- 朗読劇「世界から猫が消えたなら」（2022年6月、シアター1010）[65] - 悪魔 役（22日）、親友 役（24日）
- 朗読劇『星降る街』（2022年7月、大手町三井ホール) - 和彦 役[66]
- 一騎討ち Project 舞台「忘華 ～ボケ～」（2022年9月 - 10月、草月ホール / ABCホール）[67][68] - 鈴木翔 役
- はじまりのカーテンコール～your Note～（2022年12月、六行会ホール）[69][70] - ゆうき 役
- 舞台「信長未満 -転生光秀が倒せない-」（2023年3月23日 - 26日、KAAT神奈川芸術劇場 ホール） [71] - 秀吉 役
- たけし軍団40周年記念舞台『ウスバカゲロウな男たち』（2023年3月8日 - 12日、シアターサンモール）[72] - 松賀晴樹 役
- 舞台「1993-The Bang Bang Club-」（2023年7月21日 - 30日、俳優座劇場）[73] [74] - グレッグ・マリノヴィッチ役
- ブラッククローバー the Stage（2023年9月 、シアター1010/KAAT神奈川芸術劇場）[75][76] - マルス 役
- 舞台『回路』（2023年10月、シアターサンモール） - 池元直也 役（根本正勝、馬場良馬とトリプル主演）[77] [78]
- 白虎隊 ザ・アイドル（2023年11月29日 - 12月3日、シアターサンモール）[79] -  石田和助 役
- 音楽朗読劇『美男ペコパンと悪魔』（2023年12月、 労音大久保会館R’sアートコート）[80] -  ペコパン 役
- 少年社中 25周年記念ファイナル 第42回公演「テンペスト」（2024年1月 、サンシャイン劇場/梅田芸術劇場 シアター・ドラマシティ）[81] - 1月21日公演(東京千秋楽)  - 鬼瓦 左近 役(日替わりゲスト)
- 最果てリストランテ（2024年2月、新宿村LIVE） - 赤坂 望 役[82]
- ハイスクール・ハイ・ライフ3（2024年2月、R'sアートコート） - 岡田先生 役[83]
- マリマリマリーリアルライブ  - レイジ 役 
  - 「2次元と3次元いったりきたりするやつ」（2024年4月 、全電通労働会館）[84]
  - 「 マリマリマリー〜帰ってきた！第2回セカンドシーズンⅡ〜」（2025年4月 、全電通労働会館）[85]
- 舞台 京極の轍-京羅戦争編-powered byヒューマンバグ大学（2024年5月、新宿FACE） - 城ヶ崎賢志 役[86]
- 現代落語シリーズ「勤人落語Ⅶ」（2024年7月、東京カルチャーカルチャー） - 演目「安本丹」[87]
- 一騎討ちProject第六回公演 舞台「あれから」（2024年9月 、赤坂RED/THEATER / ABCホール） - 古城健史 役 [88]
- あなた方は閉じ込められました。（2024年10月、アニメイトシアター） - 宮村樹 役[89]
- 少年社中 第43回公演「すいせいむし」（2024年11月 - 12月、紀伊國屋ホール / 近鉄アート館） - 勇者 役[90][91]
- 劇団PU-PU-JUICE 第31回公演「竜馬を殺す」（2025年1月、シアターサンモール） - 土方歳三 役[92]
- 役替わり朗読劇「5years after」-ver.13-（2025年2月、赤坂RED/THEATER）[93]
- 朗読劇「文豪Letters」2025年2月公演（2025年2月、北とぴあ ドームホール）[94]
- MNOP＋S#3「旅立ちの門」（2025年3月、RouteTheater /扇町ミュージアムキューブ/ぽんプラザホール）- 中田正人 役
- 絵本朗読LIVE「ビロードのうさぎ〜ペールトーン〜」（2025年7月、CBGKシブゲキ!!）[95][96]
- 舞台「溶解」（2025年8月 、新宿村LIVE）- 淀川四籠 役
- マーダーミステリーステージ 『聖者の行進』 －神の台本ー（2025年9月 、浅草花劇場）- 真白地球（14日）/灰原廻（15日）役 [97]
- Casual Meets Shakespeare「ヴェニスの商人 CS」（2025年11月〈予定〉、IMAホール）[98]

### 配信番組
- CM 日本工学院専門学校（2008年・2009年）
- キラキラRADIO+（2009年5月 - 9月、MMV、ネルケプランニング） - レギュラーパーソナリティ
- 生男（仮）（2010年7月30日ほか、ニコニコ生放送）
- 携帯「ビジュアルボーイ」（2010年9月 - 2013年2月、ジグノシステムジャパン）
- ありコンKIN #12,14（2012年1月19日・2月2日、ナマコマ）
- 現実拡張スマホ仮面（2013年3月29日、時空動画・ニコニコ動画） - 404 役
- 愛車探偵は、貴方のココロにガソリンを注ぐ! 第4話・第5話（2014年11月12日・12月22日、YouTube） - 細野 役
- 鈴木家のヒミツ～アイドルママ、ワザあり～（2017年12月14日 - 、BS-TBS） - 鈴木重治 役
- WEBラジオ アプリ『マンガPark』高崎翔太のもしもシリーズ（2018年5月）
- アサヒ緑健『緑効青汁』（2018年 - 7月、ユーチューバーササヤマの”青汁チャレンジ”　YouTube） - 阿部 役
- CM 三菱電機 三菱冷蔵庫「仮面レイトー瞬」第2弾（2018年9月） - 鮮度怪人シナビラセル 役
- SOUND INTERVIEW MEDIA 「BAR CUT」第2回インタビュー[99]（2020年1月28日公開）
- キカクのタネ（2020年5月10日 - 7月6日、ポリゴンマジックYoutubeチャンネル）
- リアルドラマ『今日と明日の狭間の日々』[100]（2021年7月10日 - 11日・17日 - 18日、De-LIGHT Youtubeチャンネル） - 木島隼人 役
- あつまれっ！炎のモルックリーグ！（2021年9月1日配信開始、U-NEXT)[101]
- 2.5’s GRAND PRIX – 俳優たちの真剣勝負！ -（2021年12月14日、ABEMA）

### キャンペーン
- 花王 ニュービーズピュアクラフト ミューゲ＆カモミールの香り「○○くんのバスタオルになりたいby New Beads｣キャンペーン『高崎くんのバスタオルになりたい』（2020年10月）
- 日本郵便 推しレタープロジェクトキャンペーン（第1弾：2021年2月）ぽすくま【日本郵便】- X（旧Twitter）（第2弾：2021年8月）ぽすくま【日本郵便】- X（旧Twitter）

### テレビドラマ
- このミステリーがすごい! ベストセラー作家からの挑戦状「残されたセンリツ」（2014年12月29日、TBS） - 佐藤 役
- 心霊呪殺 死返し編（2017年8月12日 - 10月28日、エンタメ～テレ） - 片桐順次 役
- ラブホの上野さん season2 #07（2017年10月11日、FOD / フジテレビ） - 立花 役
- 月曜名作劇場 警視庁岡部班・倉敷殺人事件（2017年11月27日、TBS） - 安倉智彦 役
- 號哭のカタストロフ[102]（2018年1月10日 - 3月21日、TOKYO MX） - 百舌鳥澤 役
- ドラマパラビ 癒されたい男（2019年4月11日 - 6月27日、テレビ東京） - 桶狭間秀人 役
- このミス大賞ドラマシリーズ 第3弾『死亡フラグが立ちました!』（2019年10月24日 - 、カンテレ） - サカモトアツシ 役
- あおざくら 防衛大学校物語（2019年10月31日 - 11月28日、MBS他） - 坂木龍也 役
- 100文字アイデアをドラマにした！ 第3話・第4話（2020年1月20日 - 27日、テレビ東京）
- 今野敏サスペンス 警視庁強行犯係 樋口顕 第2話[103]（2021年1月22日、テレビ東京） - 青沼雄介 役
- ドラマホリック! ゲキカラドウ 第8話（2021年2月24日、テレビ東京)
- 聖徳太⼦のレストラン[104]（2022年7月29日 - 9月30日、CBCテレビ） - 下屋敷壮輝 役
- 信長未満 -転生光秀が倒せない- [105]（2022年10月25日 - 、テレビ神奈川） - 秀吉 役

### テレビ番組
- 荒牧くんと高崎くん〜瀬戸内海一周、ドライブふたり旅〜（2018年5月13日・6月10日、TBSチャンネル2）[106]
- 八千代コースター（2018年10月 - 不定期出演、NST新潟総合テレビ）
- 高崎翔太 独占密着！故郷新潟を巡る旅！with富田翔（2018年11月23日、TBSチャンネル2）[107]
- みなとまち新潟音楽祭（2019年10月25日・11月1日、NHK総合 新潟県域 / 11月7日、NHK総合 全国放送 / 11月15日、NHK BS1）[108]
- Dreaming〜今夢に向かって〜（2020年1月1日、NST新潟総合テレビ）
- さらば青春の光のモルック勝ったら10万円 - 第24回 vs2.5次元モルック俳優会[109]（2021年3月30日、TOKYO MX）

### CM
- 緑効青汁（2018年7月 - 、アサヒ緑健）[110]
- 引越革命（2019年11月 - 、引越革命株式会社）[111]

### アプリ・ゲーム
- スマートフォンゲームアプリ「WAR OF BRAINS」（2018年、次元を見守りしもの ボグズ）
- スマートフォンゲームアプリ「デュエル・マスターズ プレイス」（2019年、クリスタル・ランサー、ボルメテウス・ホワイト・ドラゴン）
- チャット小説アプリ「KISSMILLe（キスミル）」
  - 「KISSMILLe-100シーンの恋チャット小説-」（2021年3月配信開始、『#100キス』宣伝大使[112]）
    - 001「稲穂の実る頃に」- 笠井孝介 役
    - 024「恋のご褒美はキミだけに」- 鈴原隆之介 役
    - 034「わたしたちには、秘密がある」- 曽和雄馬 役
    - 086「白馬の王子様はいますか？」- 神室桜史郎 役
    - 100「詠み人知らずの恋の歌」- 笠井篤彦 役

  - 『MOMENT - 今、何を成すべきか？ - 』(2024年1月28日配信開始 - 影山隼人 役)
- Nintendo Switch用ソフト「滄海天記」[113][114]（2022年12月8日発売 - カゲロウ役）
- スマートフォンゲームアプリ「夢職人と忘れじの黒い妖精」[115]（2022年2月18日リリース - ケント役）

## 作品

### 脚本・演出
- 青春ディスカバリーフィルム「ポケットの中のビスケット」[116]（2018年3月）脚本
- 舞台『おそ松さんon STAGE～SIX MEN’S SHOW TIME～2nd SEASON』 [117]（2023年11月 - 12月）脚本

### 写真集
- 高崎翔太1st写真集『雨ニモマケズ風ニモマケズ』（2018年4月21日、ワニブックス、撮影：荒木勇人、ISBN 978-4-8470-8109-5）
- 高崎翔太2nd写真集『百っぺん灼いてもかまわない』 （2020年9月29日、ワニブックス、撮影：永峰拓也、ISBN 978-4-8470-8308-2）

### DVD
- 荒牧くんと高崎くん（2018年8月29日、10月17日ポニーキャニオン）

### LINEスタンプ
- 高崎翔太のいもむしさん。  （2015年1月22日発売）
- 高崎翔太のいもむしさん。2（2017年5月23日発売）
- とりまるスタンプ Ver.とり高（2023年06月13日発売）